# Аутономне заједнице Шпаније
Аутономна заједница (шп. comunidad autónoma, гал. comunidade autónoma) првостепена је политичка и административна подјела Шпаније, створена у складу са шпанским уставом из 1978. године, са циљем гарантовања ограничене аутономије националностима и регионима који чини Шпанију.
Шпанија није федерација, али јесте високо децентрализована унитарна држава. Док суверенитет припада држави у цјелини, која је представљена средишњим институцијама власти, држава је асиметрично деволуирала овлашћења на заједнице, које, заузврат, остварују право на самоуправу у границама утврђеним уставом и њиховим аутономним статутима. Неки научници сматрају такав систем федералним системом који се тако не зове или „федерацијом без федерализма”. Постоји седамнаест (17) аутономних заједница и два (2) аутономна града који се колективно познати као „аутономије”. Оба аутономна града имају право да постану аутономне заједнице, али они никада нису искористили то право. Овај јединствени оквир територијалне администрације познат је као „Држава аутономија”.
Аутономне заједнице су регулисане на основу устава и својим органским законима познатим као Статути аутономије, који садрже све надлежности које преузимају на себе. С обзиром да је деволуција требало да буде асиметричне природе, обим надлежности варира у свакој заједници, али све имају исту парламентарну структуру.

## Аутономне заједнице
| Застава | Аутономна заједница     | Главни град                                                               | Површина (km²) | Становништво (2016) | БДП по глави ст. (€) | Статус            |
| ------- | ----------------------- | ------------------------------------------------------------------------- | -------------- | ------------------- | -------------------- | ----------------- |
|         | Андалузија              | Севиља                                                                    | 87.268         | 8.388.107           | 16.960               | Националност      |
|         | Каталонија              | Барселона                                                                 | 32.114         | 7.522.596           | 27.248               | Националност      |
|         | Заједница Мадрид        | Мадрид                                                                    | 8.028          | 6.466.996           | 29.385               | Регион            |
|         | Валенсијанска Заједница | Валенсија                                                                 | 23.255         | 4.959.968           | 19.964               | Националност      |
|         | Галиција                | Сантијаго де Компостела                                                   | 29.574         | 2.718.525           | 20.723               | Националност      |
|         | Кастиља и Леон          | Ваљадолид(Само сједиште институција, али не званични главни град)         | 94.223         | 2.447.519           | 22.289               | Историјски регион |
|         | Баскија                 | Виторија-Гастеиз (Само сједиште институција, али не званични главни град) | 7.234          | 2.189.534           | 30.829               | Националност      |
|         | Кастиља-Ла Манча        | Толедо                                                                    | 79.463         | 2.041.631           | 17.698               | Регион            |
|         | Канарска Острва         | Санта Круз де Тенерифе и Лас Палмас де Гран Канарија (наизмјенично)       | 7.447          | 2.101.924           | 19.568               | Националност      |
|         | Регион Мурсија          | Мурсија                                                                   | 11.313         | 1,464.847           | 18.520               | Регион            |
|         | Арагон                  | Сарагоса                                                                  | 47.719         | 1.308.563           | 25.540               | Националност      |
|         | Екстремадура            | Мерида                                                                    | 41.634         | 1.087.778           | 15.394               | Region            |
|         | Балеарска Острва        | Палма                                                                     | 4.992          | 1.107.220           | 24.393               | Националност      |
|         | Астурија                | Овиједо                                                                   | 10.604         | 1.042.608           | 21.035               | Историјски регион |
|         | Навара                  | Памплона                                                                  | 10.391         | 640.647             | 29.071               | Националност      |
|         | Кантабрија              | Сантандер                                                                 | 5.321          | 582.206             | 22.341               | Историјски регион |
|         | Риоха                   | Логроњо                                                                   | 5.045          | 315.794             | 25.508               | Регион            |

### Аутономни градови
| Грб     | Аутономни град | Предсједник града    | Слика | Површина (km²) | Становништво (2016) | БДП по главни ст. (€) |
| ------- | -------------- | -------------------- | ----- | -------------- | ------------------- | --------------------- |
| Ceuta   | Сеута          | Хуса Хесус Вивас ()  |       | 18,5           | 84.519              | 19.335                |
| Melilla | Мелиља         | Хуан Хосе Имброда () |       | 12,3           | 86.026              | 16.981                |

## Историја

### Позадина
Шпанија је разнолика земља коју чине различити региони са различитим друштвеним и економским структурама, као и различитим језицима и историјским, политичким и културним традицијама. Иако је цијела територија Шпаније била уједињена под једном круном до 16. вијека, није дошло до процеса националне хомогенизације или стапања. Конститутивне територије — биле то круне, краљевства, кнежевине или доминиони — задржале су велики дио свог бившег институционог постојања, укључујући ограничену законодавну, судску или фискалну аутономију. Ове територије су до средине 19. вијека имале различите мјесне традиције, законе, језике и валуте.
Од 18. вијека па надаље, бурбонски краљеви и влада покушавали су да успоставе централизованији режим. Водеће личности шпанског просветитељства залагале су се за изградњу шпанске нације изван унутрашњих територијалних граница. То је кулминирало 1833. године, када је Шпанија подијељена на 49 (сада 50) покрајина, које су углавном служиле као преносни појасеви за политике развијене у Мадриду.
Међутим, за разлику од осталих европских земаља, као што је нпр. Француска, у којој су се регионални језици говорили у руралним областима или мање развијеним регионима, два важна регионална језика Шпаније су говорена у неким од најиндустријализованијих области, које су поред тога уживали и веће нивое просперитета, поред своје културне и историјске свијести. То су биле Баскија и Каталонија. То је довело да успона периферних национализама, заједно са шпанским национализмом.
Стога су економске и друштвене промијене које су довеле до националног уједињења у Француској имале супротан ефекат у Шпанији. Као таква, шпанска историја од краја 19. вијека обликована је дијалектичком борбом између шпанских национализма и периферног национализма, претежно у Баскији и Каталонији, а у мањој мјери у Галицији.
У одговору на каталонске захтјеве, Каталонији је 1913. године додјељена ограничена аутономија, која је 1920. године укинута. Поново је додјељена 1932. током постојања Друге шпанске републике, када је Ђенералитат, каталонске средњовјековна институција власти, обновљен. Устав из 1931. године предвиђао је територијалну подјелу цијеле Шпаније на „аутономне регионе”, што никада није у потпуности успостављено — само Каталонија, Баскија и Галиција су усвојиле „Статуте аутономије” — јер је процес прекинут избијањем Шпанског грађанског рата 1936. године и побједом националистичких снага под вођством Франсиска Франка.
Током диктаторског режима генерала Франка, централизам је најснажније примјењиван као начин очувања „јединства шпанске нације”. Периферни национализам, заједно са комунизмом и атеизмом, Франков режим је сматрао највећом пријетњом. Његов покушај борбе против сепаратизма тешким али спорадичним репресијама и често озбиљно сузбијање језика и повратка регионалних идентитета, довели су до испреплитања захтјева за успостављање демократије са захтјевима за признање плуралистичке визије шпанске националности.
Када је Франко преминуо 1975. године, Шпаније је ушла у процес транзиције ка демократији. Најтежи задатак новог демократски изабраног Генералног Кортеса који је 1977. године дјеловао као уставотворна скупштина био је прелазак са унитарне централизоване државе на децентрализовану државу, на начин који би задовољио захтјеве периферних националиста. Тадашњи предсједник Владе Шпаније, Адолфо Суарез, састао се са тадашњим предсједником Ђенералитета Каталоније у изгнанству, Жузепеом Тараделасом. Договорено је да Ђенералитет буде обновљен и да ограничене надлежности буду пренесене, док је устав још у изради. Недуго послије, Влада је омогућила стварање „скупштине припадника парламента” коју су чинили посланици и сенатори из различитих територија Шпаније, тако да се они могу сматрати „предаутономним режимом” својих региона.
Такозвани Очеви Устава морали су направити равнотежу између опозиционог виђења Шпаније, у једну руку, централизованог виђења насљеђеног од Франковог режима и у другу руку федералистичког и плуралистичког виђења Шпаније као „нације нација”; између униформних децентрализованих ентитета са истим овлашћењима и асиметричне стуктуре која је требало да разликује националности. Партије периферних националиста жељеле су вишенационалну државу конфедералног или федералног модела, док су владајуће партије Савез демократског центра и Народна алијанса жељеле минималну децентрализацију; Шпанска социјалистичка радничка партија је изражавала симпатије према федералном систему.
На крају, устав, објављен и ратификован 1979. године, пронашао је равнотежу у признању постојећих „националности и региона” Шпаније са „неразрадивим јединством шпанске нације”. Како би се управљало тензијама пристуним у шпанској транзицији ка демократији, творци актуелног шпанског устава избјегавали су етикете као што је „федерална” у дијелу о територијалном уређењу, док уставом чувају право на аутономију или самоуправљање „националности или региона”, кроз процес асиметричне деволуције ка „аутономним заједницама” које је требало створити.